# Egira californica
Egira californica är en fjärilsart som beskrevs av John Kern Strecker 1874. Egira californica ingår i släktet Egira och familjen nattflyn. Inga underarter finns listade i Catalogue of Life.